# Quattro (układ napędowy)

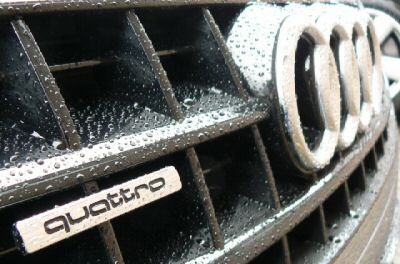
emblemat quattro na wlocie do chłodnicy

Quattro jest marką producenta samochodów Audi i określeniem samochodów z napędem na cztery koła tego samego producenta.
Przy napędzie quattro moment obrotowy jest przekazywany na wszystkie cztery koła. Od strony technicznej można to wykonać na kilka sposobów:
- w samochodzie z centralnie umieszczonym silnikiem (Audi R8) napęd na cztery koła jest realizowany przez sprzęgło wiskotyczne (automatycznie załączane)
- w modelu A3 i TT napęd na cztery koła jest realizowany przez sprzęgło Haldex (automatycznie załączane). Pojazdy te wywodzą się z platformy VW Golfa, a napęd na cztery koła jest podyktowany pozycją silnika (z przodu, w poprzek)
- w pozostałych modelach Audi z klasyczną pozycją silnika (z przodu/wzdłuż) napęd na cztery koła jest realizowany przez dwa dyferencjały - wzdłużny (centralny) i tylny.
  - wzdłużny dyferencjał był stosowany w różnych wariantach:
    - dyferencjał z przekładnią stożkową, ręczny (50:50) z możliwością stuprocentowego zblokowania (modele do 1987)
    - dyferencjał z przekładnią planetarną z elektrohydraulicznie sterowanym sprzęgłem ciernym, wielopłytkowym (Audi V8 do 1994, z automatyczną skrzynią biegów)
    - dyferencjał typu TorSen (pozostałe modele z silnikiem w pozycji wzdłużnej i z przodu, do 2010):
      - typ A (od 1987) – rozkład 50:50, przy uślizgu obojętnie której osi do 80% momentu jest przekazywane automatycznie na oś przeciwną
      - typ B (od 1995) – jak wyżej, z pewnymi modyfikacjami (konstrukcja bardziej odporna na uszkodzenia)
      - typ C (od 2006) – rozkład 40:60, przy uślizgu obojętnie której osi 80% momentu jest przekazywane automatycznie na oś przeciwną

    - dyferencjał z przekładnią koronową, składającą się m.in. z dwóch zębatek koronowych i sprzęgła płytkowego (produkowany od 2010) – rozkład przy zwykłej jeździe 40:60, przy utracie przyczepności na tylnych kołach, przód dostaje 70%, w odwrotnym przypadku tył otrzymuje 85% momentu obrotowego;

- - tylny dyferencjał:
    - z klasyczną przekładnią stożkową:
      - blokowany ręcznie za pomocą dźwigni (od 1988 do około 1995) – jak w klasycznych pojazdach 4x4, pokonywanie zakrętów jest jednak utrudnione
      - blokowany elektronicznie z pomocą systemu ABS (od 1995 do 2005 z TorSenem typu A lub B) – hamowanie koła o większym poślizgu powoduje przekazywanie momentu obrotowego na drugie koło
      - blokowany elektronicznie z pomocą systemu ABS (od 2006 z TorSenem typu C, dodając funkcję blokady przednich kół)

    - z przekładnią stożkową i dwoma sprzęgłami ciernymi płytkowymi załączanymi elektrohydraulicznie (od zimy 2008) – blokada odbywa się za pomocą zaworów hydraulicznych sterujących sprzęgłami (koło, które ma lepszą trakcję lub jest na zewnątrz zakrętu dostaje dodatkowy moment poprzez załączenie sprzęgieł)

W 1980 Audi po raz pierwszy zaoferowało stały napęd na cztery koła w modelu Audi Quattro w samochodzie produkowanym seryjnie. Przy czym pierwsze testy rozpoczęto w 1978 roku, wykorzystując do tego model Audi 80 ze skrzynią rozdzielczą z samochodu terenowego Iltis.
Napęd na cztery koła ma za zadanie, w porównaniu do zwyczajnych samochodów Audi z napędem na przód, polepszyć aktywne bezpieczeństwo, kontrolę trakcji i zwiększyć osiągi przy ruszaniu pojazdem w linii prostej. Przydatność w terenie jest ograniczona w porównaniu do samochodów terenowych z powodu małego prześwitu większości modeli Audi. Wyjątek stanowi Audi Allroad quattro (Audi A6 ze zwiększonym prześwitem), albo SUV Audi Q7. Modele z napędem quattro w początkowym założeniu miały umożliwić koncernowi powrót do sukcesów w sportach motorowych (Ur-quattro, Sport quattro – oba homologowane w latach 80. w Grupie B), później napęd ten zastosowano w limuzynach i modelach cywilnych.
W 1986 Audi opublikowało krótki film promocyjny, w którym Audi 100 quattro o własnych siłach wjechało na pokrytą śniegiem fińską skocznię narciarską z wzniesieniem wynoszącym 80%. Film był wyróżniony w Cannes nagrodą złotego lwa. Ponieważ na reklamie dało się zauważyć linę asekurującą, pojawiło się rozczarowanie, co do możliwości napędu na cztery koła. Z kolei w dniu 25-letniego jubileuszu napędu quattro, w roku 2005, udało się powtórzyć ten sukces, Audi A6 wjechalo na szczyt skoczni. Jego opony były wyposażone w 6-milimetrowe kolce, nie obyło się także bez liny asekuracyjnej, która wraz ze specjalnym urządzeniem zamontowanym pod podwoziem samochodu, zabezpieczała przed ewentualnym ześlizgnięciem. Podczas pierwszych prób z oponami bez kolców, Audi nie było w stanie wyjechać na szczyt skoczni.
Tymczasem co czwarte sprzedawane Audi jest wyposażone w napęd quattro. Ponadto każdy samochód sportowej serii „S” i „RS” mają w standardzie ten napęd.
| Marka                    | Produkcja | Moc (kW/KM)                       | 0-100 km/h           | Prędkość max. |
| ------------------------ | --------- | --------------------------------- | -------------------- | ------------- |
| Audi 80 B2               | 1981-1987 | 100 kW/136 KM                     | 12,5 sekundy         | 200 km/h      |
| Audi Sport quattro S1 E2 | 1985-1986 | od 368 kW/480 KM do 441 kW/600 KM | ok. 2.5 - 3.1 sekund | 230-300 km/h  |
| Audi 100 C3 quattro      | 1988-1991 | 162 kW/220 KM                     | 7,1 sekundy          | 240 km/h      |
| Audi 200 20v quattro     | 1988-1991 | 162 kW/220 KM                     | 6,6 sekundy          | 245 km/h      |
| Audi V8                  | 1988-1993 | 186 kW/250 KM                     | 7,8 sekundy          | 244 km/h      |
| Audi S2 quattro          | 1990-1995 | 162 kW/220 KM                     | 6,1 sekundy          | 248 km/h      |
| Audi S4 quattro          | 1991-1994 | 169 kW/230 KM                     | 6,8 sekundy          | 244km/h       |
| Audi S6 quattro          | 1994-1997 | 169 kW/230 KM                     | 6,8 sekundy          | 244 km/h      |
| Audi S6 quattro V8       | 1994-1997 | 206 kW/280 KM                     | 6,2 sekundy          | 249 km/h      |
| Audi S6 quattro V8       | 1994-1997 | 210 kW/290 KM                     | 6,0 sekundy          | 250 km/h      |
| Audi S6 Plus quattro V8  | 1994-1997 | 240 kW/326 KM                     | 5,7 sekundy          | 250 km/h      |